# Oréophase cornu
Oreophasis derbianus
Genre
Espèce
Statut de conservation UICN

 EN C2a(i) : En danger
Statut CITES
L’Oréophase cornu (Oreophasis derbianus) est une espèce d'oiseau de la famille des Cracidae, seule représentante du genre Oreophasis.

## Description
Cet oiseau mesure environ 85 cm de longueur, il ressemble à un dindon avec le plumage du dos d'un noir satiné, des pattes rouges, des iris blancs, un bec jaune et une corne rouge sur le dessus de la tête (d'où son nom spécifique). La poitrine et la partie supérieure du ventre sont blancs et les longues plumes de la queue sont noires avec une bande blanche près de la base. Les deux sexes sont semblables. Le jeune est plus terne avec une corne plus petite, la queue et les ailes brunes.

## Alimentation
Son régime alimentaire se compose principalement de fruits, de feuilles et d'invertébrés.

## Reproduction
La femelle pond habituellement deux œufs.

## Répartition
Cet oiseau fréquente les forêts montagneuses humides de l'État de Chiapas et du Guatemala, jusqu'à 3 350 mètres d'altitude.
Il est considéré comme en voie de disparition.